# Adrian Street
Adrian Street (Brynmawr, 12 maggio 1940 – Cwmbran, 24 luglio 2023) è stato un wrestler gallese.
Sul ring era noto per il suo personaggio appariscente e androgino, portato alla ribalta negli anni '70 e '80. Street era spesso accompagnato sul ring dalla moglie-manager e valletta Miss Linda, e i due lavoravano principalmente come "heel" (i "cattivi" nel wrestling).

## Carriera
Street si allenò con i wrestler professionisti Chic Osmond e Mike Demitre. Il suo primo match ufficiale si svolse l'8 agosto 1957. Utilizzando il ring name Kid Tarzan Jonathan, sconfisse Geoff Moran.
Più avanti nella sua carriera, sviluppò la gimmick di "Exotic" Adrian Street, un personaggio effeminato e vestito in modo scandaloso che venne accennato ma mai dichiarato apertamente essere gay. Street spiegò che questa gimmick nacque per sbaglio a causa del fatto che una sera si era comportato in modo provocatorio con il pubblico, commentando: «Stavo ottenendo molte più reazioni di quante ne avessi mai avute semplicemente giocando a questo gioco. I miei costumi cominciarono a diventare sempre più selvaggi e stravaganti». Il suo abbigliamento da wrestling si evolse includendo pastelli e trucco glitterato e acconciando i capelli decolorati in delle mini-treccine. Soprannominato "The Exotic One", la sua "mossa finale" sul ring consisteva nel baciare gli avversari per evitare di essere schienato e la sua caratteristica era truccare gli avversari quando erano tramortiti. Si esibiva anche cantando molte canzoni glam rock, come Sweet Transvestite with a Broken Nose e Imagine What I Could Do To You; quest'ultima sua musica d'ingresso. Nel 1971 fu organizzato un match in cui doveva lottare contro il presentatore televisivo Jimmy Savile. Complici i disaccordi sul compenso e l'antipatia nei confronti di Savile a causa del fatto che egli si vantava apertamente di andare a letto con ragazze minorenni, Street aggredì realmente Savile durante il match e gli strappò i capelli. Quando lo scandalo degli abusi sessuali su minori di Saville venne allo scoperto dopo la sua morte, Street dichiarò nel corso di un'intervista: «Se avessi saputo allora quello che so di lui adesso, gli avrei fatto ancora molto di più».
Lottando principalmente come heel, Street ha viaggiato in tutto il mondo, lottando in Germania, Canada e Messico. In Gran Bretagna, formò un tag team con Bobby Barnes denominato "The Hells Angels". Nel 1969 conobbe la futura manager/valetta e moglie nella vita reale, Miss Linda (Linda Gunthorpe Hawker). Durante gli anni settanta, Linda lottava con il ring name Blackfoot Sue. Successivamente in America, i due formarono una coppia indissolubile, Miss Linda divenne una delle prime vallette nel mondo del wrestling, spesso partecipando come complice agli imbrogli di Street sul ring.
Street e Linda debuttarono in Nord America nel 1981. Apparvero in varie zone per poi stabilirsi nella Continental Championship Wrestling (CCW) di Ron Fuller nel 1985. Street ebbe dei feud con Austin Idol, Wendall Cooley e Norvell Austin, prima di effettuare un turn face nel 1986. Ma essendo così convincente come heel, i fan rimasero scioccati nel vederlo salvare Bob Armstrong, mascherato come The Bullet, dall'attacco da parte di Robert Fuller, Jimmy Golden e Dr. Tom Prichard. Street ebbe una lunga rivalità con "The Hustler" Rip Rogers. Tornò nella compagnia poco prima della chiusura della stessa nell'estate del 1989, collaborando con Bill Dundee e Todd Morton contro gli "RPM" Mike Davis e un giovane Masahiro Chono, ed avendo una faida con Terry Garvin (Terry Sims) e il suo partner, Marc Guleen, noti come "Beauty and the Beast".
Dopo essersi ritirato dal ring, Street diresse la Skull Krushers Wrestling School a Gulf Breeze, in Florida, fino a quando non fu costretta a chiudere a causa dei danni arrecati dall'uragano Ivan. Street e Linda si dedicarono anche alla progettazione e alla vendita di attrezzatura da wrestling professionale e altri articoli vari tramite il loro sito web. Fu lui l'ideatore dell'abbigliamento da ring indossato da Mick Foley come Dude Love durante il suo feud con Steve Austin.
Street ha stimato di avere lottato tra i 12,000 e i 15,000 match nel corso della sua carriera, che terminò con un ultimo incontro combattuto a Birmingham, Alabama, nel giugno 2014.

## Riferimenti in altri media
Nel 1981 Street apparve nel film La guerra del fuoco. Recitò anche in Grunt: The Wrestling Movie (1985), e ne I racconti di Canterbury di Pierpaolo Pasolini.
Street e la sua band, The Pile Drivers, nel 1986 pubblicarono un disco intitolato Shake, Wrestle and Roll.
Una foto di Street in posa davanti alla miniera dove aveva lavorato suo padre è la copertina dell'album di debutto dei Black Box Recorder, England Made Me.
Street è il soggetto di un documentario dell'artista visuale Jeremy Deller, intitolato The Life and Times of Adrian Street.

## Personaggio
Mosse finali
- Sleeper hold
- Splash

Manager
- Miss Linda

Soprannome
- "The Exotic One"

## Titoli e riconoscimenti
- All Star Wrestling
  - World Middleweight Championship (2)[18]
- Cauliflower Alley Club
  - Gulf Coast/GAC Honoree Award (2005)
- Championship Wrestling from Florida
  - NWA Florida Heavyweight Championship (1)[19]
- NWA Hollywood Wrestling
  - NWA Americas Heavyweight Championship (1)[20]
  - NWA Americas Tag Team Championship (2) – con Timothy Flowers[21]
- Pro Wrestling Illustrated
  - 171º nella lista dei migliori 500 wrestler singoli nei PWI 500 del 1992[22]
- Mid-South Wrestling Association
  - Mid-South Television Championship (1)
- Southeastern Championship Wrestling
  - NWA Southeastern Heavyweight Championship (Northern Division) (6)[23]
- Southwest Championship Wrestling
  - SCW Southwest Junior Heavyweight Championship (1)[24]
- Wrestling Observer Newsletter
  - Best Gimmick (1986)[25]